# Ульянин день
Ульянин день — день народного календаря у восточных славян, приходящийся на 22 июня (5 июля). Название дня происходит от имени святой Иулиании Константинопольской (Ульяны).

## Другие названия дня
рус. Улька; бел. Яўсей, Зінон, Галакціён, Ульяна.
В этот день почитаются в том числе христианские святые Ульяна (Иулиания), Зинон и Зина, а также Евсевий епископ Самосатский, чьи имена присутствуют в названиях дня.

## Традиции
В этот день чистили колодцы, так как самым благоприятным для этого днём на протяжении года был канун Ивана Купалы. По наблюдению белорусских крестьян, в этом случае вода в колодце будет чистой и особенно «здоровой».
На Смоленщине бытовало правило: чтобы быть с урожаем, надо было сеять репу за неделю до Петра.

## Поговорки и приметы
- Ульян Ульяне в лицо не глянет[4].
- Ульян Ульяну кличет (память Ульяна отмечалась в предыдущий день)[5].
- Улита едет, когда-то будет[6].
- Хороший улов рыбы — к урожаю хлеба.